# Iznate
Iznate es un municipio y localidad española de la provincia de Málaga, en la comunidad autónoma de Andalucía. El término municipal, ubicado en la comarca de la Axarquía, tiene una población de 947 habitantes (INE 2024).

## Geografía
Limita al norte y al sur con el municipio de Vélez-Málaga; al este, con el municipio de Benamocarra; al oeste, con el municipio de Macharaviaya; y al noroeste con el municipio de Almáchar. El pueblo está situado a unos 33 km de Málaga y a 12 km de Vélez-Málaga. 
En 2018 contaba con una población de 863 habitantes.
Monárquicamente recibe el nombre de Marquesado de Iznate.

## Geografía humana

### Demografía
Cuenta con una población de unos 947 habitantes (INE 2024).
| Gráfica de evolución demográfica de Iznate entre 1842 y 2021                                                          |
| |
| Población de derecho según los censos de población del INE. Población de hecho según los censos de población del INE. |

### Economía
Está en la ruta del Aguacate, a pesar de que su principal producción ha sido la de uva moscatel para pasa, y vino. Actualmente su principal producción es la de cultivos subtropicales. 

#### Evolución de la deuda viva municipal
| Gráfica de evolución de Deuda viva del Ayuntamiento de Iznate entre 2008 y 2019                                |
| |
| Deuda viva del Ayuntamiento de Iznate en miles de Euros según datos del Ministerio de Hacienda y Ad. Públicas. |

## Política

### Resultado de las elecciones municipales de 2023
| Candidatura     | Candidatura                              | Votos | %                               | Escaños                         |
| --------------- | ---------------------------------------- | ----- | ------------------------------- | ------------------------------- |
|                 | Partido Socialista Obrero Español (PSOE) | 356   | 54,35                           | 4                               |
|                 | Partido Popular (PP)                     | 293   | 44,73                           | 3                               |
| Votos en blanco | Votos en blanco                          | 6     | 0,92                            | n/a                             |
| Votos válidos   | Votos válidos                            | 655   | 100                             | 7                               |
| Votos nulos     | Votos nulos                              | 14    | Participación: \| \| 91,02 % \| | Participación: \| \| 91,02 % \| |
| Votantes        | Votantes                                 | 669   | Participación: \| \| 91,02 % \| | Participación: \| \| 91,02 % \| |
| Electores       | Electores                                | 735   | Participación: \| \| 91,02 % \| | Participación: \| \| 91,02 % \| |
|                 | 91,02 %                                  |       |                                 |                                 |

| Periodo   | Nombre                    | Partido |
| --------- | ------------------------- | ------- |
| 1979-1983 | José Matías Campos Campos | UCD     |
| 1983-1987 | José Matías Campos Campos | UCD     |
| 1987-1991 | José Martín Mata          | PSOE    |
| 1991-1995 | José Martín Mata          | PSOE    |
| 1995-1999 | José Martín Mata          | PSOE    |
| 1999-2003 | Antonio Jiménez Quintero  | PP      |
| 2003-2007 | Antonio Jiménez Quintero  | PP      |
| 2007-2011 | Gregorio A. Campos Marfil | PSOE    |
| 2011-2015 | Gregorio A. Campos Marfil | PSOE    |
| 2015-2019 | Gregorio A. Campos Marfil | PSOE    |
| 2019-2023 | Gregorio A. Campos Marfil | PSOE    |
| 2023-act. | Gregorio A. Campos Marfil | PSOE    |

## Lugares de interés
- Iglesia de San Gregorio VII: es el edificio más interesante e impresionante del casco urbano de Iznate. Se trata de una construcción de finales del siglo XVI con restauraciones posteriores en 1884, 1946, 2002 y 2006.
- Fuente de los Tres Deseos: esta fuente de origen árabe, antes conocida como “El Encime”, se encuentra a la entrada del pueblo, situada en una pequeña colina de las tantas por las que está compuesto el paisaje del pueblo. Su origen se remonta a la época mozárabe, y según cuentan concede deseos; para ello hay que echar tres monedas dentro de la fuente y pedir tres deseos.
- Fuente de Moguera: es otra fuente de origen árabe cuyo nombre no se sabe a ciencia cierta si es Moguera o Noguera, atribuyéndolo a un gran nogal que crecía al lado de dicha fuente. De esta fuente de cristalinas aguas aún se surten los iznateños en los días de caluroso verano, incluso es costumbre ir de paseo en las tardes estivales hasta donde está situada y de camino aprovechar para llenar algún que otro botijo.
- Fuente de Blasonada: Situada en la Plaza de la Virgen. Todo el entorno urbanístico de Iznate conserva en el entramado de sus calles el recuerdo de su procedencia árabe.
- Gimnasio: Situado en el polideportivo Las Claras, cerca de calle viñeros. Se trata de un local con mancuernas, máquinas de cardio y poleas de buena calidad, para echarte una tarde con el Jony, el Francisco Alba, entre otros. Reformado en 2024, muy vacío para lo bueno que es.

## Fiestas
- Viernes de Dolores: Es el día más importante de las fiestas del pueblo, y el que precede a la Semana Santa. Sale en procesión la Virgen de los Dolores.
- Semana Santa: Los días más importantes de la Semana Santa iznateña son el Jueves Santo, Viernes Santo y Domingo de Resurrección.
- Domingo de Resurrección: Este es el día más peculiar de la Semana Santa en Iznate, y en el que tiene lugar la celebración más original.
- San Antonio de Padua: Esta fiesta tiene lugar el 13 de junio, día en el que las jóvenes solteras procesionan al santo por las calles del pueblo.
- Día de la uva moscatel: Es un día en que las calles se llenan de gente, y por sus calles se podrá ver diferentes puntos donde hay unos puestos con la comida típica de la localidad.

## Gastronomía
Ajoblanco, tortillón,  gazpachuelo, hornazo, pestiño, potaje de garbanzos con acelgas, coles, tortas de algarrobés, tomatito, cazuelón de patatas, sopa de ajo, tortilla de bacalao, uva moscatel y vino dulce.
Pasas, mangos y aguacates.